# Радіофобія
Радіофобія (радіотривожність) — комплекс нервово-психічних і соматичних фізіологічних розладів, які іноді важко піддаються лікуванню, що виражається в боязні різних джерел йонізуючого (радіація) і нейонізуючого електромагнітного випромінювання.
Термін використовується як у повсякденному житті (особливо після аварії на Чорнобильській АЕС), так і фахівцями (зазвичай у полеміці з противниками використання ядерної енергії). 
На думку дослідників теми радіофобії в суспільстві, саме явище з'явилося набагато пізніше від відкриття радіації і пов'язане з інформаційною кампанією епохи «Холодної війни».
Виникнення радіофобії розглядають як психогенний ефект, який не має прямого зв'язку зі ступенем реального впливу йонізуючого випромінювання чи неіонізуючих електромагнітних полів. Як відомо, істотної шкоди здоров'ю, аж до смертельного результату, може заподіяти доза в кілька зіверт, а радіофобія полягає в боязні значно менших доз, часто через незнання даних значень або недовіру до них.
Радіофобію не слід плутати з ознаками реального ураження випромінюванням. Іноді диференціальну діагностику провести непросто, оскільки багато ознак радіофобії, зокрема пригнічення імунітету, близькі до симптомів радіаційного ураження.
Радіофобія в сучасному світі виявляється також боязню будь-яких справжніх або передбачуваних джерел випромінювання: базових станцій стільникового зв'язку, антен, мікрохвильових печей тощо.

## Радіофобія і Чорнобиль
У колишньому СРСР багато пацієнтів, які постраждали внаслідок Чорнобильської катастрофи, були затавровані терміном «радіофобія», введеним в 1987 Л. А. Ільїним і О. А. Павловським у їхньому повідомленні «Радіологічні наслідки Чорнобильської катастрофи в Радянському Союзі і заходи, вжиті для пом'якшення їхнього впливу». На думку ряду дослідників, це зіграло негативну роль у реабілітації постраждалих під час катастрофи.
|                | Звичайно, важко чекати об'єктивності в оцінках Чорнобильської трагедії від МАГАТЕ - організації, кровно зацікавленої в розвитку ядерної енергетики. Загалом, переконання в тому, що нічого, по суті, не сталося, міцніло. І з цим нічого не можна було вдіяти. Ох, як це було важливо тим, хто ніс і несе за чорнобильську катастрофу відповідальність. Здається, хмари над їхніми головами розсіялися ... |
| — Б. А. Куркін | |

|            | Для тих, хто опинився в центрі Чорнобильського катаклізму, це слово звучало болісною образою. Коли нормальний імпульс самозахисту, природний для кожної живої істоти, коли моральні страждання, мука і занепокоєння за долю дітей, родичів і друзів, і власні фізичні страждання і біль - пояснюються як результат несамовитості, патологічної підозріливості. Цей термін «радіофобія» позбавив людей, що стали жертвами Чорнобиля, надії на краще майбутнє, оскільки перетворив їхні вимоги, що стосуються їх нього фізичного здоров'я, належного медичного обслуговування, харчування, елементарних житлових умов, матеріальної компенсації, на безпідставні претензії. Це завдало непоправної моральної шкоди, народжуючи відчуття занедбаності і соціальної самотності в людей, які пройшли через Чорнобильську катастрофу |
| — А. Хараш | |